# (981) Martina
Pour les articles homonymes, voir Martina.
(981) Martina est un astéroïde de la ceinture principale découvert le 23 septembre 1917 par l'astronome russe Sergueï Beljawsky. Sa désignation provisoire était 1917 S92.